# O Nosso Deus é Fiel
O Nosso Deus é Fiel é o décimo álbum do cantor Kleber Lucas, lançado pela MK Music em abril de 2011. 
O disco reúne composições do cantor, além de outros músicos, como Duda Andrade, Regis Danese, Davi Fernandes, dentre outros. O trabalho foi produzido pelo cantor. A canção homônima do disco foi indicada ao Troféu Promessas em 2011, na categoria Melhor música.

## Faixas
1. "Me diz quem é"
2. "Nossa bandeira"
3. "Só preciso Te ouvir"
4. "O nosso Deus é fiel"
5. "Rei Davi"
6. "A carta"
7. "Mergulhar"
8. "Davi"
9. "Um novo dia"
10. "Até tocar Sua face"
11. "Em Jerusalém"
12. "Vou ao Teu encontro"

## Clipes
| Música              | Lançamento          |
| ------------------- | ------------------- |
| Só preciso te ouvir | 30 de abril de 2012 |